# Сафонов, Дмитрий Владимирович
Димитрий Владимирович Сафонов (29 марта 1974, Москва) — российский церковный историк, журналист, священник Русской православной церкви. Кандидат исторических наук (2004). Кандидат богословия (2010).

## Биография
По собственному признанию, «будучи ещё школьником — в 12-14 лет, — я слушал радиопрограммы, которые вёл владыка Антоний Сурожский. В 1988 году, в год тысячелетия Крещения Руси, я отправился на Кузнецкий мост, где тогда была книжная „толкучка“, покупать Библию. Накопил 50 рублей — большие деньги по тем временам. Продавец, опасаясь быть пойманным, завёл меня в какой-то подъезд, мы поднялись на последний этаж. Это была моя первая Библия. Я начал изучать Священное Писание. Ещё в школе, в старших классах, я увлёкся церковной историей: у нас в десятом-одиннадцатом классах было углублённое изучение истории, которую нам преподавали великолепные специалисты, в том числе кандидаты наук. Учился я в школе № 884, которая теперь называется гимназией № 1552 <…>. Мы с моими одноклассниками с 1989 года начали работать в Исторической библиотеке, где мне удалось ознакомиться с большим количеством религиозной и церковно-исторической литературы. 14 августа 1990 года, в день тысячелетия крещения Киева, которое произошло, по мнению многих историков, 1 августа 990 года, я принял крещение в Богоявленском кафедральном соборе — в одном из немногих храмов Москвы, где была крещальня с полным погружением. И началась моя церковная жизнь».
В 1991—1996 годах учился в Историко-архивном институте Российского государственного гуманитарного университета, в 2000 году окончил аспирантуру РГГУ по кафедре источниковедения и вспомогательных исторических дисциплин.
В 1998—2001 годах преподавал историю в лицее имени преподобного Серафима Саровского и Свято-Владимирской гимназии. В 1999—2001 годах преподавал в Николо-Угрешской духовной семинарии. В 2000—2016 годах преподавал в Сретенской духовной семинарии.
В 2000—2001 годах работал редактором раздела «Религия» Национальной информационной службы Страна.ru.
С сентября 2001 по декабрь 2002 года работал редактором информационного агентства Русской православной церкви. Автор сценариев и редактор телепрограмм «Православный календарь», «Предстоятель. Хроника патриаршего служения» (информационное агентство Русской православной церкви), «Предстоятель. Хроника Патриаршего служения», «Православный календарь», «Канон». В 2002 году работал в пресс-группе Церковно-научного центра «Православная энциклопедия».
В 2003—2004 годах проходил научную стажировку в Российской академии государственной службы при Президенте РФ на кафедре религиоведения.
С июня 2003 по апрель 2011 года — автор и редактор программ церковно-просветительского содержания на радио «Радонеж», выходивших еженедельно по четвергам с 20 до 21 часа и с 22 до 23 часов.
В 2003—2015 годы преподавал религиоведение на богословском отделении МДА и источниковедение и архивоведение на церковно-историческом отделении МДА. Под его научным руководством были написаны и защищены пять диссертаций кандидатов богословия.
В 2004 году в Российской академии государственной службы при Президенте Российской Федерации защитил диссертацию кандидата исторических наук по теме «Патриарх Тихон и советская власть: К проблеме государственно-церковных отношений в 1922—1925 гг.».
27 декабря 2005 года решением Священного синода Русской православной церкви включён в состав рабочей группы по составлению концептуального документа, излагающего позицию Русской православной церкви в сфере межрелигиозных отношений.
В 2006 году окончил экстерном Московскую духовную семинарию, в 2007 году — Московскую духовную академию.
В 2007 году стал действительным членом Императорского православного палестинского общества. Специализируется на изучении истории русского присутствия в Святой земле в XX веке.
4 июня 2010 года в Московской духовной академии защитил диссертацию кандидата богословия по теме «Высшее управление РПЦ в контексте государственно-церковных отношений в 1921—1925 гг.», написанную под научным руководством профессора-протоиерея Владислава Цыпина
В 2010—2018 годах входил в состав делегаций Русской православной церкви для участия в заседаниях Совместной российско-иранской комиссии по диалогу «Православие — Ислам».
В 2010—2012 годы — сотрудник Секретариата по делам дальнего зарубежья Отдела внешних церковных связей Московского Патриархата.
6 марта 2011 года за Божественной литургией в храме иконы Божией Матери «Всех скорбящих Радость» на Большой Ордынке города Москвы председателем ОВЦС митрополитом Волоколамским Иларионом (Алфеевым) рукоположён в сан диакона.
25 октября 2013 года в Троицком соборе Подольска патриархом Московским и всея Руси Кириллом рукоположён в сан иерея с возложением набедренника, камилавки и наперсного креста. Ранее, 23 июля 2013 года, Патриарх Кирилл издал указ о том, что «Диакон Димитрий Сафонов, сверхштатный диакон храма св. прав. Иоанна Кронштадтского в Жулебино г. Москвы, сотрудник Отдела внешних церковных связей Московского Патриархата по рукоположении в сан пресвитера назначается сверхштатным клириком означенного храма».
С 1 июня 2015 года по 30 декабря 2019 года был заместителем заведующего кафедрой внешних церковных связей ОЦАД, руководитель магистерской программы «внешние церковные связи», а также секретарём учёного совета ОЦАД.
17 марта 2016 года назначен секретарём отдела внешних церковных связей Московского патриархата по межрелигиозным отношениям.
Работал в этой должности до 30 июня 2023 года. С 1 июля 2023 года является консультантом ОВЦС.
30 мая 2016 года приказом министерства образования и науки Российской Федерации включён в состав и назначен учёном секретарём объединённого диссертационного совета Д 999.073.04 по теологии общецерковной аспирантуры и докторантуры имени святых равноапостольных Кирилла и Мефодия, Православного Свято-Тихоновского гуманитарного университета, Московского государственного университета и Российской академии народного хозяйства и государственной службы. Работал в этой должности с марта 2017 по 30 декабря 2019 года.
В 2018 году награждён Почётной медалью Съезда лидеров мировых и традиционных религий.
20 августа 2019 года года назначен штатным клириком храма святого праведного Иоанна Кронштадтского в Жулебине города Москвы.
С сентября 2021 является доцентом кафедры теологии МГЛУ.
С августа 2023 года — доцент кафедры богословия РПУ им. св. Иоанна Богослова.
С июня 2024 года является председателем Научного совета Российской ассоциации религиозной свободы. Член редакционных советов журналов: «Христианство на Ближнем Востоке», «Православное паломничество», «Теология: теория и практика».

## Публикации
- Столичные клады //«Петербургский кладоискатель», 12.08.1999.
- Итоги первого дня Межрелигиозного миротворческого форума прокомментировал для корреспондента Страны.Ru Дмитрия Сафонова протоиерей Всеволод Чаплин // Страна.ru. 13.11.2000
- Патриарх Алексий почтил в Успенском соборе святого митрополита Макария // Страна.ru, 12.01.2001
- Президент Путин стремится к еще большему сотрудничеству государства и Русской Православной Церкви // Страна.ru, 16.01.2001.
- Митрополит Солнечногорский Сергий о государственно-церковных отношениях в России // Страна.ru, 16.01.2001
- Русская Православная Церковь отмечает Крещенский сочельник // Страна.ru, 18.01.2001
- На Рождественских чтениях вслед за Патриархом выступили министры // Страна.ru, 21.01.2001
- На Рождественских чтениях выяснят место Церкви в современном мире // Страна.ru, 21.01.2001
- Православные епископы Украины призвали папу Римского не ехать на Украину // Страна.ru, 22.01.2001
- Митрополит Кирилл: Церковь призвана спасать и освящать мир // Страна.ru, 22.01.2001
- Получив награду из рук Патриарха, президент Лукашенко решил срочно вернуться Минск // Страна.ru, 23.01.2001
- Как Путин помог Православной энциклопедии: Интервью с Сергеем Кравцом // Страна.ru, 23.01.2001
- Протоиерей Димитрий Смирнов: в России будет пустыня, если семья не станет святыней // Страна.ru, 25.01.2001
- Патриарх Алексий II призвал не отказываться от ИНН // Страна.ru, 25.01.2001
- Главой униатов на Украине избран активный сторонник «натиска на Восток» // Страна.ru, 27.01.2001
- Отдел религиозного образования и катехизации отметил юбилей // Страна.ru, 27.01.2001
- Главы религиозных конфессий России собрались в президентской администрации // Страна.ru, 29.05.2001
- Новый кардинал — старые проблемы // Страна.ru, 30.01.2001
- Будут ли на Руси смотреть православные телепередачи? // Страна.ru, 03.02.2001
- Зачем собирался «филаретовский собор»? // Страна.ru, 13.02.2001
- Частица мощей св. апостола Андрея Первозванного возвращена Церкви // Страна.ru, 13.02.2001
- Противники ИНН уходят к старообрядцам. Грозит ли нам новый раскол? // Странa.ru, 10.02.2001
- Богословская комиссия РПЦ попытается предотвратить церковный раскол по вопросу об ИНН // Странa.ru, 18.02.2001
- Богословская комиссия РПЦ даст свое заключение по проблеме ИНН // Страна.ru. 19.02.2001
- Выступления депутатов Государственной Думы на Синодальной Богословской комиссии посвященной вопросу об ИНН // Страна.ru, 21.02.2001
- Богословская комиссия проясняет религиозный смысл ИНН (фрагменты выступлений членов Богословской комиссии и экспертов) // Страна.ru, 21.02.2001
- Митрополит Филарет: «Никакой связи мы не нашли в ИНН с печатью антихриста» // Страна.ru, 21.02.2001
- В ходе обсуждения вопроса об ИНН удалось достичь взаимопонимания // Страна.ru, 21.02.2001
- Профессор Алексей Осипов: духовная болезнь угрожает целостности Церкви // Страна.ru, 21.02.2001
- Президент Путин приехал поздравить Патриарха с именинами // Страна.ru, 23.02.2001
- Следующее заседание Богословской комиссии будет посвящено учению о человеке // Страна.ru, 23.02.2001
- Патриарха поздравил Католикос Гарегин II // Страна.ru, 23.02.2001
- Интервью у Святейшего Патриарха Алексия об ИНН // Страна.ru, 24.02.2001.
- Виктор Лупан о Путине и православии // Страна.ru, 25.01.2001
- Почитание Иверской иконы Божией Матери // Страна.ru, 25.02.2001
- Московская Патриархия опровергла мнение о возможной встрече Патриарха с Папой Римским // Страна.ru, 28.02.2001
- Вернут ли Церкви отнятое в 1918? // Страна.ru, 01.03.2001
- Льва Толстого требуют «вернуть» в Церковь // Страна.ru, 02.03.2001
- Раскольники-филаретовцы будут обучать будущих педагогов на Украине // Страна.ru, 02.03.2001
- Патриарх совершил чин Торжества Православия // Страна.ru, 04.03.2001
- Патриарх Алексий II ответил на вопросы журналистов в посольстве Греции // Страна.ru, 05.03.2001
- Патриарх Алексий II подписал послание к верующим по вопросу об ИНН // Страна.ru, 05.03.2001
- Богословская комиссия продолжит изучение трудов священника Георгия Кочеткова // Страна.ru, 12.03.2001
- Ватикан передал РПЦ частицу мощей св. Николая // Страна.ru, 12.03.2001
- История «филаретовского» раскола // Страна.ru, 14.03.2001
- Глава украинских раскольников делает ставку на националистов // Страна.ru, 14.03.2001
- Что не поделили Константинополь и Москва в Эстонии // Страна.ru, 23.03.2001
- Константинопольский и Московский Патриархаты опять поссорились из-за Эстонии // Страна.ru, 23.03.2001
- Патриарх резко осудил намерение Папы Римского посетить Украину // Страна.ru, 30.03.2001
- В Свято-Даниловом монастыре соберётся Попечительский совет Общероссийского национального военного фонда // Страна.ru, 04.04.2001
- Положение с ходом подготовки папского визита на Украину является критическим // Страна.ru, 09.04.2001
- Русскую Православную Церковь пытаются обвинить в гонениях на свободную прессу // Страна.ru, 10.04.2001.
- «Православная энциклопедия» отмечает юбилей // Страна.ru, 27.03.2001
- Президент Кучма встретился с главой УПЦ (МП) // Страна.ru, 11.04.2001
- Патриарх Алексий II и Католикос Гарегин II встретились в Кремле // Страна.ru, 25.04.2001
- Проблема с ИНН решена на Урале при участии полпреда Президента Петра Латышева // Страна.ru, 23.04.2001
- Уральские владыки встретились полпредом Петром Латышевым // Страна.ru, 23.04.2001
- Патриарх Варфоломей вновь обманул // Страна.ru, 25.04.2001
- Православие в Эстонии объявлено вне закона // Страна.ru, 26.04.2001
- В ЭПЦ считают отказ в регистрации политическим актом // Страна.ru, 26.04.2001
- Патриарх освятил храм для железнодорожников // Страна.ru, 26.04.2001
- Львовские власти решили снести православный храм // Страна.ru, 05.05.2001
- Прот. Всеволод Чаплин о предстоящем визите Папы Римского на Украину // Страна.ru, 05.05.2001
- Нужно изменить общественное сознание в отношении деторождения. Священник Максим Обухов, руководитель Православного медико-просветительского центра «Жизнь», интервью Стране.Ru // Страна.ru, 11.05.2001
- В Москве протестуют против предстоящего визита Папы Римского на Украину // Страна.ru, 12.05.2001
- Визит Архиепископа Христодула как успех московской церковной дипломатии // Страна.ru, 15.05.2001
- Валентин Лебедев: «Я не исключаю политической подоплеки своего задержания» // Страна.ru, 15.05.2001
- Прот. Димитрий Смирнов о современных проблемах церковной жизни [интервью] // Страна.ru, 16.05.2001
- Эстонская Православная Церковь не согласна с решением МВД Эстонии // Страна.ru, 23.05.2001
- Прот. Николай Балашов: отказ в регистрации — политический акт // Страна.ru, 23.05.2001
- Диакон Андрей Кураев о визите Папы на Украину и об эстонской проблеме // Страна.ru, 30.05.2001
- Всеволод Чаплин о проблемах, связанных с экспансией католицизма на Украине // Страна.ru, 31.05.2001
- Что может предотвратить вымирание нации: «планирование семьи» или традиционная нравственность? // Страна.ru, 01.06.2001.
- В Киеве прошли беспрецедентные встречи с представителеями неканонических церковных образований // Страна.ru, 01.06.2001
- Прот. Николай Балашов: «Церковную ситуацию на Украине никто не считает нормальной» // Страна.ru, 02.06.2001
- Интервью с архиепископом Львовским и Галицким Августином // Страна.ru, 04.06.2001
- В МИД обсудят положение православных в Эстонии // Страна.ru, 06.06.2001
- Игорь Иванов вынес вопрос о соблюдении прав эстонских верующих на всеевропейский уровень // Страна.ru, 08.06.2001
- Владимир Путин посетил православный храм в «Алексеевском» // Страна.ru, 11.06.2001
- Митрополит Кирилл высоко оценил религиозный раздел Страны.Ru // Страна.ru, 11.06.2001
- Митрополит Филарет: «Мы полны благожелательности к о. Георгию Кочеткову» // Страна.ru, 11.06.2001.
- Во Львове Папа Римский присутствовал на самом массовом богослужении // Страна.ru, 28.06.2001
- Глава католиков спел молодежи песенку. Молодежь была в восторге // Страна.ru, 28.06.2001
- Папа стремится усилить влияние Польской католической церкви на Украине // strana.ru, 26 июня 2001
- Папа опять призвал к объединению с Римом // Странa.ru 25.06.01 (публикация недоступна).
- Филарет Денисенко попытался предстать перед понтификом главой единой Украинской православной церкви // strana.ru, 25.06.2001.
- Папа отметил заслуги «Божиих слуг» Андрея Шептицкого и Иосифа Слипого // Страна.ru, 25.06.2001
- Иоанн Павел II обратился к украинскому народу с подиума, сооруженного в форме корабля // Страна.ru, 24.06.2001 Режим доступа:
- УПЦ КП и УАПЦ добиваются признания у Папы Римского // Страна.ru, 25.06.2001
- Папа Римский опоздал на встречу с Кучмой // Страна.ru, 23.06.2001
- Продолжается молитвенное бдение в Киево-Печерской Лавре // Страна.ru, 23.06.2001
- Константинопольский Патриарх объединяет неканонические Православные Церкви // Страна.ru, 25.06.2001 Режим доступа:
- В Украине Папу ждали не все // Страна.ru, 23.06.2001
- Православные не допустят Папу в Киево-Печерскую лавру и Софийский собор // Страна.ru, 23.06.2001
- УПЦ КП и УАПЦ решили предстать перед Папой вместе // Страна.ru, 19.06.2001
- Митрополит Филарет: визиты Папы и Патриарха совпали случайно // strana.ru, 07.07.2001
- Митрополит Таллинский всея Эстонии Корнилий: «Нас вынуждают на неправду» // Страна.ru, 16.07.2001
- Протоиерей Максим Козлов о православно-католических отношениях в свете папского визита // Страна.ru, 21.06.2001
- Митрополита Корнилия по-прежнему вынуждают на неправду // http://strana.ru/society/religion/2001/07/05/994350456.html (публикация недоступна).
- Денисенко не против визита Патриарха на Украину. Но при одном условии // Страна.ru, 31.07.2001
- Визит митрополита Кирилла испугал Филарета Денисенко // Страна.ru, 31.07.2001.
- Президент Кучма и митрополит Кирилл нашли общий язык // Страна.ru, 24.07.2001.
- Синод ЭПЦ МП отверг предложение премьера Эстонии отказаться от своего названия // Страна.ru, 13.07.2001.
- В Цюрихе решают, как преодолеть раскол на Украине // Страна.ru, 15.07.2001.
- Украинских раскольников почти объединили // strana.ru, 31.07.2001
- Киеве начала свою работу международная православная конференция // strana.ru, 03.08.2001
- Депутаты Верховной Рады просят Константинопольского патриарха оставить Украину в покое // http://strana.ru/society/religion/2001/07/12/994951676.html
- Епископы УПЦ МП против вмешательства Константинополя в церковную ситуацию на Украине // http://strana.ru/society/religion/2001/07/10/994772838.html
- Патриарх призывает к оказанию незамедлительной помощи остро нуждающимся военнослужащим // http://strana.ru/society/religion/2001/07/10/994772838.html
- В Киеве проходит Архиерейский Собор УПЦ МП // strana.ru, 27.07.2001
- Сахалинский суд постановил: к Причастию допустить // strana.ru, 05.07.2001
- Прот. Николай Балашов о переговорах в Цюрихе: «Диалог — дело нужное» // http://strana.ru/society/religion/2001/07/19/995558590.html
- В Мордовии в Санаксарском монастыре состоится канонизация Федора Ушакова // Страна.ru, 07.08.2001
- Патриарх Алексий вывел обсуждение проблемы эстонской православной церкви на высший уровень // Православие.Ru, 09.08.2001
- Адмирал Ушаков стал небесным покровителем военных моряков // Православие.Ru, 07.08.2001
- Святейший Патриарх Алексий: «Это надуманная проблема» // Православие.Ru : сайт
- Церковь может спасти наше общество. Интервью с протоиереем Димитрием Смирновым // Православие.Ru, 19.07.2001
- «Большая келья преподобного Сергия». Интервью с Архиепископом Евгением, ректором МДАИС, и Протоиереем Максимом Козловым // Православие.Ru, 02.10.2001.
- Патриарх Алексий: «Сегодня ни одна церковь не может уйти в изоляцию» // Православие.Ru, 05.11.2001.
- Предстоятель Русской Церкви совершил рукоположение викария Нижегородской епархии // Седмица.Ru, 21 апреля 2002
- Патриарх обсудил вопрос о создании Православного центра в Дюссельдорфе с мэром этого города // Седмица.Ru, 22 апреля 2002
- Патриарх Алексий: «Не надо связывать лишение права въезда в Россию католических епископов с позицией Русской Православной Церкви» // Седмица.Ru, 22 апреля 2002
- Патриарх Алексий призвал расширять благотворительное служение Церкви // Седмица.Ru, 25 апреля 2002
- Святейший Патриарх благословил передачу малахитового креста в дар базилике св. Николая в Бари // Седмица.Ru, 30 апреля 2002
- Накануне Пасхи Патриарх совершил традиционный объезд московских храмов // Седмица.Ru, 4 мая 2002
- Патриарх вручил дипломы выпускникам факультета православной культуры Академии ракетных войск стратегического назначения им. Петра Великого // Седмица.Ru, 6 мая 2002
- Патриарх встретился с журналистами в канун Пасхи Христовой // Седмица.Ru, 7 мая 2002
- Патриарх освятил храм в школе-интернате под Сергиевым Посадом // Седмица.Ru, 10 мая 2002
- Святейший Патриарх возглавил презентацию III тома «Православной энциклопедии» // Седмица.Ru, 14 мая 2002
- В ходе визита в Белоруссию Святейший Патриарх освятит Дом милосердия в Минске // Седмица.Ru, 14 мая 2002
- Святейший Патриарх возглавил Попечительский совет по воссозданию Валаамского монастыря // Седмица.Ru, 16.05.2002.
- Святейший Патриарх посетил храмы Минска // Седмица.Ru, 18.05.2002.
- Православие в Эстонии в конце XX в. противостояние двух юрисдикций // Седмица.Ru, 19.04.2002.
- Монастырская экономика: вчера, сегодня, завтра // Православие.Ru, 14.06.2002.
- 80 лет назад Св. Патриарх Тихон заложил принципы отношений Церкви и советского государства // Православие.Ru, 18.06.2003.
- Святейший Патриарх Тихон и Константинопольский Патриархат // Православие.Ru, 24.07.2003.
- Местоблюститель Патриаршего Престола митрополит Петр (Полянский) и его отношение к «Завещательному посланию» Патриарха Тихона // Православие.Ru, 13.03.2003.
- Миссионерский съезд в Киеве // sedmitza.ru, 30 мая 2003
- Патриарх Константинопольский Варфоломей посещает Эстонию // Православие.Ru, 6.06.2003.
- Профессор Алексей Осипов: «Не будем обманывать себя: где нет любви к другим людям — там Православия нет!» // Православие.Ru : сайт
- «Среди лета воспоют Пасху!». Интервью с профессором Московской духовной академии Алексеем Осиповым. // Православие.Ru, 01.08.2003.
- Информация — это всегда миссия. Интервью с протоиереем Георгием Коваленко — главным редактором официального сайта Украинской Православной Церкви // Православие.Ru, 25.06.2003
- В миссионерском служении нужны жертвенность, мужество, безбоязненность. Интервью c митрополитом Днепропетровским и Павлоградским Иринеем // Православие.Ru, 24.06.2003
- Нужно проводить целенаправленную деятельность в вопросах миссионерства. Интервью с епископом Полтавским и Кременчугским Филиппом // Православие.Ru, 13.06.2003
- «Мы называли его апостолом Любви». Интервью с клириком храма святого Иоанна Воина на Якиманке протоиереем Николаем Ведерниковым // Православие.Ru, 12.09.2003
- Дом Милосердия в Минске — уникальный опыт социального служения Церкви. Интервью Д. Сафонова c настоятелем минского храма Всех Святых, руководителем Дома Милосердия в Минске протоиереем Феодором Повным // Православие.Ru, 30.06.2003.
- Митрополит Антоний — целая эпоха в жизни Русской Православной Церкви. Интервью Д. Сафонова с архим. Тихоном (Шевкуновым), прот. В. Чаплиным, прот. М. Козловым // Православие.Ru, 06.08.2003.
- Православные Эстонии должны иметь равные права на церковное имущество. Интервью с главой Секретариата Межправославных связей ОВЦС Московского Патриархата протоиереем Николаем Балашовым // Православие.Ru, 11.06.2003.
- Как защитить религиозные традиции? (Беседа с Игорем Алексеевичем Куницыным) // radonezh.ru, 26.05.2004
- Что такое вероисповедная политика? (Беседа с Игорем Алексеевичем Куницыным) // radonezh.ru,
- «Московский златоуст»: Николаю Николаевичу Лисовому — 60 лет. Интервью с историком Николаем Николаевичем Лисовым // Православие.Ru, 23.10.2006.
- О живых и усопших. Интервью с Н. Н. Лисовым Дмитрия Сафонова // «Радонеж»: сайт
- «Россия воссоединилась духовно». Беседа Д. В. Сафонова с доктором исторических наук, заместителем председателя Императорского Православного Палестинского Общества Н. Н. Лисовым на радио «Радонеж» // «Радонеж», 06.06.2007
- «Он ощущал созревание воли Божией в людях». Интервью со Святейшим Патриархом Алексием II и к ключарем храма святых новомучеников и исповедников Российских в Мюнхене протоиереем Николаем Артeмовым в связи с кончиной митрополита Лавра, Первоиерарха Русской Православной Церкви за рубежом // Православие.Ru, 24.04.2008.
- Долг неоплатный. (Беседа с Н. Н. Лисовым, посвященная памяти доцента МДА архим. Иннокентия (Просвирнина)) // Богословский вестник издаваемый МДАиС. 2010. — № 11-12. — С. 982—1006.
- О диалоге «Ислам-Православие». Интервью с игуменом Филиппом (Рябых) // Отдел внешних церковных связей Московского Патриархата, 6 октября 2010
- «Нашему дорогому Владыке пришел час быть у Господа». Памяти епископа Архангельского и Холмогорского Тихона (Интервью с Митрополитом Астанайским и Казахстанским Александром) // «Радонеж», 26.10.2010

- Почему не состоялся процесс над Патриархом Тихоном? // Российская государственность XX века: Материалы межвузовской конференции, посвященной 80-летию со дня рождения профессора Н. П. Ерошкина, 16 декабря 2000 г. Сост.: Кожевникова Г. В., Шаповалова Л. Д. М.: РГГУ, 2001. — С. 183—187.
- «Завещательное послание» и Декларация митрополита Сергия (Страгородского) 1927 года // Община XXI век. Православное обозрение. 2001. — № 3 (5)
- Почему не состоялся процесс над Патриархом Тихоном? // Православие.Ru, 09.10.2001.
- Деятельность священномученика архиепископа Илариона (Троицкого) в 1923 году // Православие.Ru, 28.12.2001
- Был ли Патриарх Тихон сторонником введения нового стиля? // Православие.Ru, 17.01.2003.
- К проблеме подлинности «Завещательного послания» Патриарха Тихона // Православие.Ru, 07.03.2003
- «Завещательное послание» Патриарха Тихона и «Декларация» заместителя патриаршего Местоблюстителя митрополита Сергия // Православие.Ru, 24.03.2003.
- В последние месяцы жизни святителя Тихона против него готовился новый судебный процесс // Православие.Ru, 04.04.2003.
- 80 лет назад священномученик Иларион заново освятил храм Сретенского монастыря, изгнав из него обновленцев // Православие.Ru, 4.06.2003
- Святитель Тихон и принципы отношений Церкви и советского государства // Альфа и Омега. Ученые записки Общества для распространения Священного Писания в России. 2003. — № 4 (38). — С. 149—169.
- Смерть Патриарха Тихона «спасла» его от расстрела // Вестник пресс-службы Украинской Православной Церкви. 2003. — Вып. 5 (20). — С. 70-74.
- Последний замысел врагов Церкви (О последнем периоде жизни св. Тихона) // Альфа и Омега. Ученые записки Общества для распространения Священного Писания в России. 2004. — № 1 (39). — С. 185—198.
- Был ли Патриарх Тихон сторонником введения нового стиля? // Альфа и Омега. Ученые записки Общества для распространения Священного Писания в России. 2004. — № 1 (39). — С. 198—203.
- К вопросу о подлинности «Завещательного послания св. Патриарха Тихона» // Богословский вестник издаваемый МДАиС. 2004. — № 4. — С. 265—311.
- Взаимоотношения двух частей Русской Православной Церкви: к истории вопроса // «Радонеж», 21.05.2004
- Патриаршая Церковь и обновленческий раскол. 1923—1924 гг. // Свобода совести в России: исторический и современный аспекты. Сборник докладов и материалов межрегиональных научно-практических семинаров и конференций. 2002—2004 гг. М., 2004. — С. 390—403.
- Духовное наследие преподобного Серафима и новомученики XX века // Церковный вестник. — № 13-14 (290—291), 10 июня 2004
- К 75-летию со дня преставления священномученика Илариона (Троицкого) // «Радонеж», 28.12.2004
- Архиерейское служение священномученика Илариона (Троицкого) в 1920 — первой половине 1923 гг. // Православие.Ru, 30 декабря 2004
- Священномученик Иларион (Троицкий): профессор Московской Духовной Академии и церковный деятель (К 75-летию со дня преставления). Доклад, прозвучавший на научной конференции «Московский государственный университет и Московская духовная академия: 250 лет совместного служения России» 6 декабря 2004 г. // Православие.Ru
- В последние годы жизни Патриарха Тихона против него готовился новый судебный процесс // Церковь в истории России. Сб. 6. М.: ИРИ РАН, 2005. — С. 218—243.
- Следственное дело Патриарха Тихона как источник по истории Русской Православной Церкви] // Архивы Русской Православной Церкви: пути из прошлого в настоящее. М., РГГУ, 2005. — С. 207—212.
- Публичные диспуты свт. Илариона с обновленцами // Альфа и Омега. 2005. — № 2 (43). — С. 166—184.
- Духовное наследие прп. Серафима Саровского и новомученики XX века // Наследие Серафима Саровского и судьбы России : материалы конференции, Москва — Саров, 15-18 июнь 2004 г. / [отв. ред.: Т. А. Воронина, О. В. Кириченко, Н. А. Кулькова]. — Нижний Новгород : Глагол, 2007. — С. 349—361.
- Публичные диспуты святителя Илариона с обновленцами в 1923 г. // Православие.Ru, 13.01.2005
- Второе обретение мощей преподобного Серафима Саровского // Православие.Ru, 14.01.2005
- Академическое служение сщмч. Илариона (Троицкого) и его борьба с обновленчеством (по материалам публичных диспутов в Политехническом музее) // Богословский вестник, издаваемый МДА. Сергиев Посад, 2006. — № 5-6. (2005—2006). — С 335—370.
- К 20-летию кончины архиепископа Михаила (Чуба) // Альфа и Омега. 2006. — № 1 (45). — С. 185—195.
- Материалы по истории обновленческого раскола в российских архивах // Православный Свято-Тихоновский гуманитарный университет. XVI ежегодная богословская конференция ПСТГУ [26-28 января 2006 г.]. Т. 2. — М., 2006. — С. 198—205. — Прилож.: Акт на уничтожение обновленческого архива.
- Священномученик Иларион (Троицкий): профессор МДА и церковный деятель (к 75-летию со дня преставления) // МГУ и МДА: 250 лет совместного служения России. М., 2006. — С. 101—113.
- Святитель Тихон и Русская Православная Церковь за границей в 1922—1925 гг. Неизвестные страницы истории. Часть 1. // Православие.Ru : сайт, 26.06.2006
- Святитель Тихон и Русская Православная Церковь за границей в 1922—1925 гг. Неизвестные страницы истории. Часть 2. // Православие.Ru : сайт, 27.06.2006
- Из истории борьбы за русскую собственность в Святой Земле в 1920-е — 1940-е гг. // Родное и Вселенское. К 60-летию Н. Н. Лисового. М., 2006. — С. 290—305.
- Священномученик Иларион Верейский и восстановление патриаршества // Встреча. Студенческий православный журнал. 2007. — № 2 (25). — С. 6-9.
  - «Великая радость на земле и на Небе» Святитель Иларион (Троицкий) и его вклад в восстановление патриаршества // Православие.Ru : сайт, 17.10.2006
- Лисовой Николай Николаевич [персональная страница с указанием библиографии за 1972—2007 гг.] // Богослов.Ru. Научный богословский портал: сайт. — Режим доступа: — Составитель не указан.
- Начало скорбного пути (1917—1925) // Русская Православная Церковь. XX век. М., Изд-во Сретенского м-ря, 2008. — С. 73-204 (в соавторстве с В. И. Петрушко)
- «Новый курс» (1941—1957) // Русская Православная Церковь. XX век. М., Изд-во Сретенского м-ря, 2008. — С. 291—456 (в соавторстве с А. Л. Бегловым, О. Ю. Васильевой и В. И. Петрушко)
- «Противостояние» (1965—1987) // Русская Православная Церковь. XX век. М., Изд-во Сретенского м-ря, 2008. — С. 505—584 (в соавторстве с О. Ю. Васильевой)
- «Возвращение в Отчий дом» (1988—2000) // Русская Православная Церковь. XX век. М., Изд-во Сретенского м-ря, 2008. — С. 585—768 (в соавторстве с О. Ю. Васильевой и В. И. Петрушко)
- Святитель Тихон и Русская Православная Церковь за границей в 1922—1925 гг. // Православная Церковь и государство в исторической судьбе России. Материалы IV Всероссийской научно-богословской конференции «Наследие преподобного Серафима Саровского и судьбы России». Нижний Новгород, 2008. — С. 311—329.
- Коровин Денис Валерьевич. (Некролог) // Православный Палестинский сборник. М., 2008. — № 106. — С. 373—374.
- О православном взгляде на нехристианские религии // Церковный Вестнтик № 24 (397) декабрь 2008. — C. 12-13 (в соавторстве с прот. В. Чаплиным и Ю. В. Максимовым)
- Иларион (Троицкий) // Московская энциклопедия. / Гл. ред. С. О. Шмидт. Т. I. Лица Москвы. Книга 2: И—М. — М.: Фонд «Моск. энциклопедии», 2008. — С. 40.
- К 60-летию возобновления деятельности Русской Духовной Миссии на Святой Земле // Богослов.Ru, 01.12.2008.
- Размышления по поводу критики В. В. Буреги в адрес фильма «Гибель империи. Византийский урок» // Богослов.Ru, 18 марта 2008
- Деятельность священномученика архиепископа Илариона (Троицкого) в 1923 году // Православие.Ru, 22.12.2008
- Единоначалие и коллегиальность в истории Высшего церковного управления Русской Церкви от свт. Тихона, Патриарха Всероссийского до Патриарха Московского и всея Руси Алексия I. Часть 1: Годы 1917—1925 // Богословский вестник издаваемый МДА и С. 2009. — № 8—9. — С. 275—355.
  - Единоначалие и коллегиальность в истории высшего церковного управления Русской Церкви в период патриаршества святителя Тихона // Богослов.Ru, 21.01.2009
  - Единоначалие и коллегиальность в истории Высшего церковного управления Русской Церкви в период патриаршества свт. Тихона // Патриарх и Собор. Архиерейский и Поместный Соборы Русской Православной Церкви 2009 г.: сб. документов и науч. материалов. / Рук. проекта архиеп. Евгений (Решетников), под. ред. прот. П. Великанова. М., 2010. — С. 200—221.
  - Единоначалие и коллегиальность в истории Высшего церковного управления Русской Церкви от свт. Тихона, Патриарха Всероссийского до Патриарха Московского и всея Руси Алексия I. Часть 2: Год 1925 // Богословский вестник издаваемый МДА и С. 2010. — № 10. — С. 309—341.
- Деятельность митрополита Сергия (Страгородского) в контексте советской вероисповедной политики в 1921—1926 гг. // Вестник Челябинского государственного университета. — № 23. 2009. История. Вып. 33. — С. 58-66.
- Митрополит Сергий (Страгородский) и советская власть в 1921—1926 гг. // XIX Ежегодная Богословская конференция ПСТГУ. Материалы. М.: Изд-во ПСТГУ, 2009. — Т. 1. — С. 273—281.
- Обзор жизни и служения митрополита Ленинградского и Новгородского Никодима (Ротова) в годы Патриаршества Алексия (Симанского) в свете новых источников // Богослов.Ru, 15 октября 2009
- Жизнь и архиерейское служение святителя Илариона. Речь на акте в МДА, посвященном памяти святителя Филарета (Дроздова), митрополита Московского и Коломенского // официальный сайт МДА, 10.12.2009
- О священномученике Иларионе (Троицком) // Православие.Ru, 25.12.2009
- Святитель Иларион (Троицкий) и обновленческий раскол в Русской Православной Церкви. Часть 1. // Православие.Ru, 28.12.2009
- Из истории Русской Духовной Миссии в Святой Земле в 1918—1957 гг. // Сретенский сборник. Научные труды преподавателей Сретенской ДС. М., 2010. Выпуск 1. — С. 266—324.
- Русская Духовная Миссия в Иерусалиме в 1921—1923 гг. (по новым документам из архива Свято-Троицкой семинарии в Джорданвилле (США)) // Сретенский сборник. Научные труды преподавателей Сретенской ДС. М., 2010. Выпуск 2. — С. 519—595.
- Обзор архивных источников по истории московских духовных школ в послевоенный период // Богословский вестник издаваемый МДА и С. 2010. — № 11-12. — С. 623—646.
- «Религиоведение» как учебная дисциплина в Московской духовной академии // bogoslov.ru, 29 апреля 2010
- «Религиоведение» как учебная дисциплина в Московской духовной академии // Государство, религия, Церковь в России и за рубежом. 2010. — Т. 28. — № 3. — С. 46-60.
- Русская Духовная Миссия в Иерусалиме: от упадка к возрождению (1914—1955 гг.) // Вопросы религии и религиоведения. Вып. 2: Исследования: сборник / сост. и общ. ред. В. В. Шмидта, И. Н. Яблокова при участии Ю. П. Зуева, Л. П. Трофимовой. Книга 1 (II): Религиоведение в России в конце XX — начале XXI в — М.: ИД «МедиаПром», 2010. — С. 424—455.
- 20-летний исповеднический путь иеромонаха Пимена (Извекова): к 20-летию со дня преставления Святейшего // bogoslov.ru, 03.05.2010
- Святитель Иларион (Троицкий) и обновленческий раскол в Русской Православной Церкви. Статья 2, часть 1 // Православие.Ru, 12.05.2010
- Святитель Иларион (Троицкий) и обновленческий раскол в Русской Православной Церкви. Статья 2, часть 2 // Православие.Ru, 14.05.2010
- О Патриархе Пимене. К 100-летию со дня рождения // Православие.Ru, 23.07.2010
- Деятельность органов Высшего Церковного Управления Православной Российской Церкви в 1921—1922 гг. // Государство, религия, Церковь в России и за рубежом. 2010. — № 4. — С. 75-95.
- Русская Духовная Миссия в Иерусалиме в 1919—1923 гг. // Православный Палестинский сборник. Вып. 107. — М., 2010. — С. 317—336.
- ПО РЕЛИГИОВЕДЕНИЮ [Перечень компетенций по Болонской системе] // Материалы кафедры богословия: 2010—2011. Московская Православная Духовная Академия. Сергиев Посад, 2011. — С. 164—165.
- РПЦЗ и Духовная Миссия в Иерусалиме в отношениях с зарубежным ППО (1917—1948 гг.) // Императорское православное палестинское общество. К 130-летию со дня основания. Международная конференция. Москва, 10 ноября 2011 г. М., 2012. — С. 105—118.
- Рукописная тетрадь управляющего подворьями Императорского православного палестинского общества в Иерусалиме Н. Р. Селезнева 1923-24 гг. // Иерусалимский вестник Императорского Православного Палестинского Общества. Вып. 1. Иерусалим, 2012. — С. 91-108.
- Поездка Н. Р. Селезнева в 1923 г. в Европу // Иерусалимский вестник Императорского Православного Палестинского Общества. Вып.2. Иерусалим, 2012. — С. 175—186.
- Архимандрит Иннокентий (Просвирнин): служение Церкви и науке (по материалам архива Московской духовной академии) // Церковная жизнь. Церковно-общественный и научно-богословский журнал Объединённого викариатства Новых территорий, присоединенных к г. Москве, Юго-Восточного Московского викариатства и благочиния Ставропигиальных приходов и Патриарших подворий в Московской области. 2013. — № 1. — С. 120—138.
- Русская духовная миссия и Православное Палестинское общество в 1948—1951 гг. (по документам Государственного архива Израиля) // Сретенский сборник. Научные труды преподавателей Сретенской духовной семинарии. — № 4. М., 2013. Выпуск 2. — С. 256—363.
- Деятельность Н. Р. Селезнева в документах Государственного архива Израиля (1919—1925 гг.) // Иерусалимский вестник Императорского Православного Палестинского Общества. Вып. 3-4. Иерусалим, 2013. — С. 113—216.
- Деятельность Управления подворьями ППО в годы его возглавления В. К. Антиповым (1925—1948 гг.) в документах Государственного архива Израиля // Иерусалимский вестник Императорского Православного Палестинского общества. Иерусалим. 2014. — № 5-6. — С. 127—192.
- Налог на культовую деятельность как способ борьбы с религией при советской власти // Богословский вестник. — 2015. — Том 16-17. — № 1-2. — С. 155—200.
- «Российско-иранская комиссия „Православие — Ислам“: 20 лет диалога во имя взаимопонимания религиозных общин и народов двух стран» // Российско-иранские отношения. Проблемы и перспективы / Под ред. Е. В. Дунаевой, В. И. Сажина. — М.: ИВ РАН, Центр стратегической конъюнктуры, 2015. — С. 139—147.
- Деятельность секретаря Управления подворьями Православного Палестинского Общества в Иерусалиме. В. А. Самарского и членов Русской Духовной Миссии в Иерусалиме в документах государственного архива Израиля (1948—1952 гг.) // Иерусалимский вестник Императорского Православного Палестинского общества. Иерусалим. 2014. — № 7-8. — С. 82—183.
- Возобновление деятельности Русской Духовной Миссии на Святой Земле в 1948 году // Императорское Православное Палестинское общество, 21 июня 2015
- Роль Русской Православной Церкви в урегулировании Карабахского конфликта // Коммуникология. Т. 4. — № 2 (206). — С. 153—168.
- Русское паломничество в Святую Землю и деятельность Императорского Православного Палестинского общества по его организации // Церковь в истории России: к 70-летию Николая Николаевича Лисового. М., 2016. Сборник 11. — С. 285—299. [в соавт.]
- От редактора // Митрополит Волоколамский Иларион (Алфеев Г.В). Библиографический указатель. Книги, статьи, выступления, интервью, предисловия, публикации источников на русском языке за 1985—2015 гг. / Под. ред. иерея Д. Сафонова — М.: ОЦАД, 2016. — С. 4.
- Русская Православная Церковь в диалоге религий // Диалог религий в современном мире: проблемы и перспективы: материалы круглого стола, г. Москва, 2017 г. — М.: ДА МИД России, 2017. — С. 9-17.
- Сотрудничество религиозных организаций, общественных институтов, государств в защите гонимых христиан на Ближнем Востоке // Межрелигиозный диалог и его роль в деле защиты христиан Ближнего Востока и Северной Африки от преследований / ред. Димитрий Сафонов, свящ. М.: Познание, 2017. — С. 37-55.
- Роль Поместного Собора Российской Православной Церкви 1917-18 гг. и восстановления Патриаршества в современном возрождении Русской Церкви (Выступление прозвучало на конференции «Уроки столетия: Поместный Собор 1917—1918 гг. в истории и современной жизни Русской Церкви» в рамках православного фестиваля «Артос» в Выставочном центре «Сокольники» в Москве. 22 августа 2017 года)
- Инициативы Московского Патриархата, направленные на защиту преследуемых христиан Ближнего Востока // Христианство на Ближнем Востоке. — 2017. — № 1. — С. 5-11.
- Миротворческий потенциал межрелигиозного диалога (на примере участия религиозных лидеров в разрешении Карабахского конфликта) // Коммуникология. 2017. Т.5. — № 5. — С. 116—135. (в соавторстве с С. В. Мельником).
- Русские люди и русское имущество на Святой земле в документах Иерусалимского представительства Православного Палестинского Общества (1919—1925 гг) // Христианство на Ближнем Востоке. — 2017. — № 4. — С. 4-84.
- Современные преследования христиан и деятельность Русской Православной Церкви в их защиту // Сретенский сборник. Научные труды преподавателей СДС. Выпуск 7-8. М., 2018. — С. 446—493. [В соавт]
- Документы по истории Управления подворьями ППО в 1925—1948 годы, хранящиеся в Государственном архиве Израиля // Христианство на Ближнем Востоке. 2018. — № 2. — С. 22-89.
- Документы по истории Управления подворьями ППО в 1948—1951 годы, хранящиеся в Государственном архиве Израиля // Христианство на Ближнем Востоке. 2018. — № 3. — С. 34-73.
- Межрелигиозный совет России как институт взаимодействия в формирования политики социального согласия // Среднерусский вестник общественных наук. 2018. — Т. 13. — Вып.4. — С. 155—172.
- Деятельность Межрелигиозного совета России по профилактике распространения экстремизма под религиозными лозунгами // Духовно-нравственная культура в высшей школе: нравственные ценности и будущее студенческой молодежи. Материалы V Международной научно-практической конференции в рамках XXVI Международных Рождественских образовательных чтений. М., РУДН, 2018. — С. 523—525.
- Роль Поместного Собора Российской Православной Церкви 1917—1918 гг. и восстановления Патриаршества в современном возрождении Русской Церкви // Восстановление Патриаршества. К 100-летию начала работы Всероссийского Поместного Собора, 1917—1918 годов: сборник материалов научной конференции. (10 октября 2017 г.). М.: РОССПЭН, 2018. — С. 18-22.
- Деятельность Межрелигиозного совета России по продвижению духовно-нравственного образования. Всероссийская научно-практическая конференция. Доклад на форуме «Духовно-нравственное образование в современной российской школе: социально-философский, научно-педагогический и межрелигиозный аспекты». 14 февраля 2018 года // Межрелигиозный совет России : сайт, 15 февраля 2018
- Жизнь и служение Патриарха Тихона (к 30 — летию причисления к лику святых) // Вестник государственного и муниципального управления. 2019. — Том 8. — №. 4 (34). — С. 26-32.
- «Не я, грешный, а народ. А прежде всего — милость Господа…»: святость в жизни и житии святителя Тихона // Христианство на Ближнем Востоке. 2019. — № 2. — С. 15-22.
- Патриарх Пимен [до 1946 г.] // Православная энциклопедия. Т. 56. М., 2019. — С. 472—475.
- Памяти Н. Н. Лисового // Общецерковная аспирантура и докторантура им. св. Кирилла и Мефодия, 09.01.2019. — автор не указан.
- Архимандрит Иннокентий (Просвирнин): к 25-летию со дня кончины // Московская городская епархия Русской Православной Церкви, 12.07.2019.
- Предисловие к учреждению рубрики «„Долг неоплатный“. Памяти Николая Николаевича Лисового» // Христианство на Ближнем Востоке. 2020. — № 1. — С. 126—130.
- Деятельность Управления Православного Палестинского общества под руководством В. А. Самарского в 1948—1950 годы (документы Государственного архива Израиля) // Христианство на Ближнем Востоке. 2020. — № 1. — С. 28-70.
- Возвращение храму Святой Софии статуса мечети в контексте религиозной свободы в Турции // Гражданское общество в России и за рубежом. 2020. — № 3. — С. 43-46. (в соавторстве с Кашицыным И. Д.)
- Преследования и дискриминация христиан на примере Пакистана // Гражданское общество в России и за рубежом. 2020. — № 4. — С. 39-42.
- Вклад митрополита Феофана (Ашуркова) в развитие диалога Русской Православной Церкви с исламскими общинами // Известия по Казанской епархии. 2020. — № 4 (18). — С. 68-81.

- Православное телевидение. [Интервью Д. Сафонова. Вопросы задавали Ксения Лученко, Виктория Чернушкина] // Московский церковный вестник. 13.11.2001. — № 20.
- «История — это не только даты и события, но и мудрые уроки» Беседа с преподавателем СДС Дмитрием Сафоновым // Воспоминания о Сретенской Духовной семинарии. К 10-летию основания. 1999—2009. М., 2009. — С. 114—118.
- Священник Дмитрий Сафонов: На древних библейских землях может скоро не остаться христиан // Rublev.com: сайт, 17.04.2015
  - «Все больше людей узнают о масштабах преступлений против христиан» // patriarchia.ru, 26 мая 2015
- Кто убивает христиан сегодня? Интервью журналу «Фома» // Фома.Ru, 12 февраля 2016.
- Священник Димитрий Сафонов: Теология как научная специальность будет развиваться: интервью // Татьянин день. 22.11.2017.

- Патриарх Тихон и советская власть: к проблеме государственно-церковных отношений в 1922—1925 гг. Дисс…канд. ист. наук. М., 2004. — 277 с.
- Святитель Тихон, Патриарх Московский и всея России и его время. — М., «Покров», 2013. — 701 с.
  - Святитель Тихон, Патриарх Московский и всея России, и его время. — М., Познание, 2019. — 603 с. — Тираж 1000 экз.

- Максимов Г., диакон. История религий. Язычество. Иудаизм. Ислам. — Сергиев Посад, Изд-во МДА, 2011
- Митрополит Волоколамский Иларион (Алфеев Г.В). Библиографический указатель. Книги, статьи, выступления, интервью, предисловия, публикации источников на русском языке за 1985—2015 гг. / Под. ред. иерея Д. Сафонова — М., ОЦАД. 2016. — 53 с.
- Межрелигиозный диалог и его роль в деле защиты христиан Ближнего Востока и Северной Африки от преследования: [сборник научных статей] / Межрелигиозный совет России, Кафедра внешних церковных связей Общецерковной аспирантуры и докторантуры имени святых равноапостольных Кирилла и Мефодия; под редакцией священника Димитрия Сафонова. — Москва : Познание, 2017. — 263 с. — ISBN 978-5-9908680-7-6 — 1000 экз.
  - Межрелигиозный диалог и его роль в деле защиты христиан Ближнего Востока и Северной Африки от преследования: [сборник научных статей] / Межрелигиозный совет России, Кафедра внешних церковных связей Общецерковной аспирантуры и докторантуры имени святых равноапостольных Кирилла и Мефодия; под редакцией священника Димитрия Сафонова. — 2-е изд. — Москва : Познание, 2017. — 263 с. — ISBN 978-5-906960-05-4 — 1000 экз.
- Межрелигиозный совет России: 20 лет служения Отечеству / Сост. — С. Мельник, О. Блюдов, М. Индрик, 2018. — 48 с.